# 과탄산소다
과탄산 소듐(영어: sodium percarbonate) 혹은 과탄산소다는 화학 물질로, 탄산 소듐(sodium carbonate)과 과산화 수소(hydrogen peroxide)의 부가생성물이며, 분자식은 2 Na2CO3 · 3 H2O2이다. 과탄산소다는 흡습성의 무색 결정이며, 물에 녹는 고체이다. 과탄산소다는 일부 친환경 세탁 제품에 포함되어 있으며, 실험실에서 무수 과산화 수소를 제조하는 데에도 사용된다.
과탄산소다 고체의 결정 구조는 실온에서 사방정계인 Cmce 공간군에 속하지만, 이 구조는 영하 30 °C 이하로 내려갈 때 Pbca 구조로 바뀌게 된다.

## 생산
과탄산소다는 산업적으로 탄산 소듐과 과산화 수소를 반응시킨 다음 결정화시켜서 생산된다. 건조 탄산 소듐을 진한 과산화 수소 용액과 직접 반응시키기도 한다. 실험실에서 pH 혹은 농도를 적절히 조절하여 만들 수도 있다.

## 사용
산화제인 과탄산소다는 집이나 세탁소에서 세제나 표백제로 사용되는데, 산소계 표백제의 경우 거의 대다수가 과탄산소다를 사용한다. 과탄산소다는 물에 녹으면 과산화 수소(결국 물과 산소로 분해됨)와 탄산 소듐("소다회")으로 분해된다.
2 Na2CO3 · 3 H2O2 → 2 Na2CO3 + 3 H2O2
과탄산소다는 여러 제품에서 탄산 소듐과 혼합되어 이용된다. 과탄산소다는 유기합성에도 사용되는데, 편리한 무수 과산화 수소의 원료가 된다. 특히 탄산 이온을 용해시키지는 않지만 H2O2를 끌어낼 수 있는 용매를 사용한다.

## 참고 문헌
1. 1 2  Craig W. Jones (1999). 《Applications of hydrogen peroxide and its derivatives》. Royal Society of Chemistry. ISBN 0-85404-536-8.
2. 1 2  R. G. Pritchard & E. Islam (2003). “Sodium percarbonate between 293 and 100 K”. 《Acta Crystallographica Section B》 B59 (5): 596–605. doi:10.1107/S0108768103012291.
3. ↑  
J. M. Adams & R. G. Pritchard (1977). “The crystal structure of sodium percarbonate: an unusual layered solid”. 《Acta Crystallographica Section B》 B33 (12): 3650–3653. doi:10.1107/S0567740877011790.
4. ↑  McKillop, A (1995). “Sodium perborate and sodium percarbonate: Cheap, safe and versatile oxidising agents for organic synthesis”. 《Tetrahedron》 51 (22): 6145. doi:10.1016/0040-4020(95)00304-Q.